# Триалетская культура

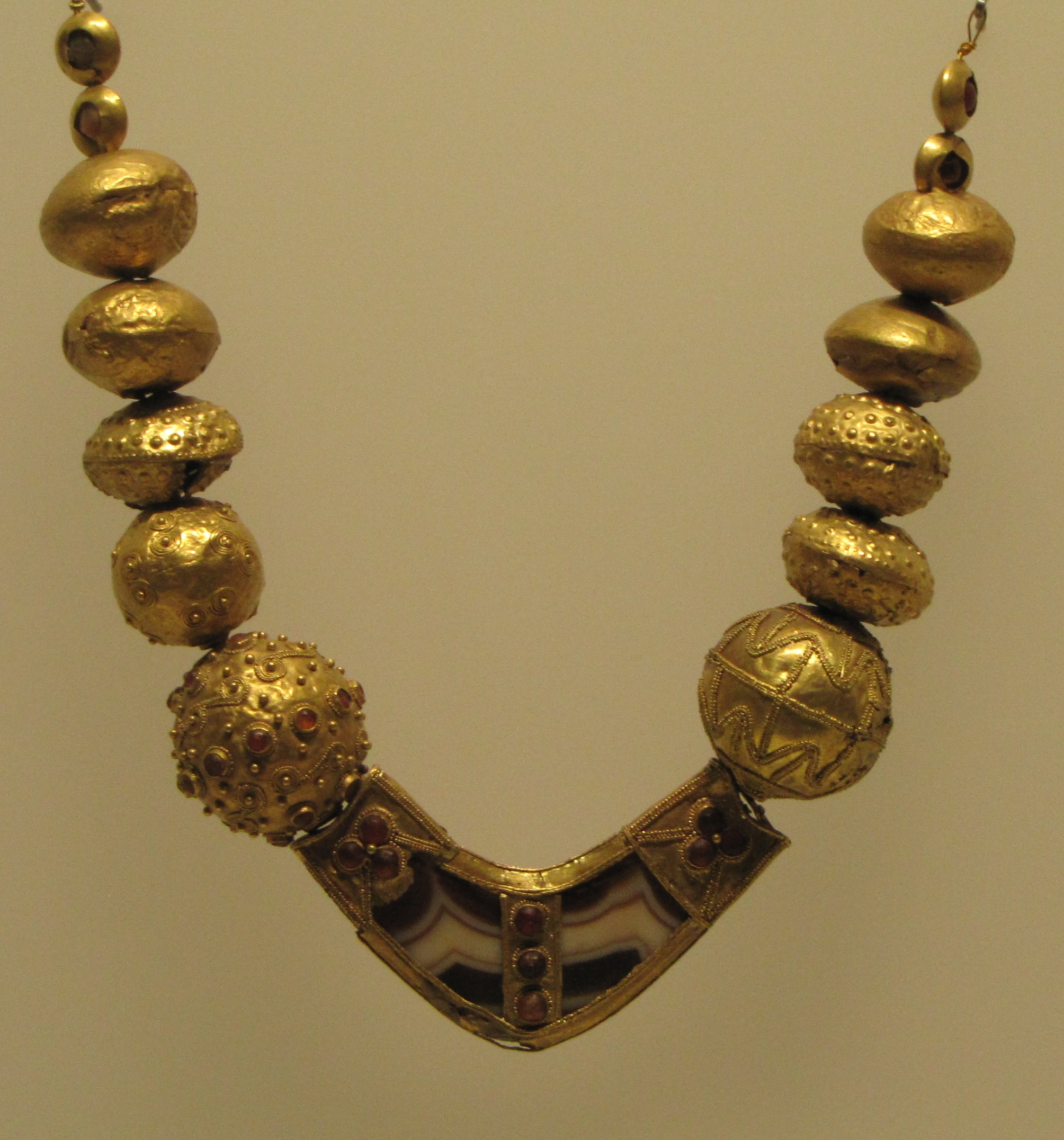
Ожерелье из Триалети; 2000—1500 г. до н. э.; золото, агат и карнеол. Грузинский национальный музей

Триалетская культура или триалети-ванадзорская культура — археологическая культура среднего бронзового века (2200—1600 гг. до н. э.) в Закавказье (Грузия, Армения). Возникла после заката куро-араксской культуры раннего бронзового века. Переходный период между ранней и средней бронзой Закавказья называют раннекурганной или марткопи-беденской культурой.
Триалетские курганы, по словам академика Пиотровского, «донесли до нас облик древней культуры, полной своеобразия и небывалого до сих пор варварского великолепия».
Вероятно, в триалетскую эпоху произошла миграция группы населения ямной культуры из причерноморской степи в Закавказье, в результате слияния которой с местным населением возник протоармянский язык.

## Общие сведения
Культура открыта в 1936—1940 и 1947 экспедицией Государственного музея Грузии под руководством Б. А. Куфтина.
Триалетская культура установлена на основании находки богатейших погребений в группе больших курганов, в которых были богатые захоронения вождей (ямные, безъямные, с «погребальными залами»). Высота курганов достигала 10-15 метров, а диаметр — около 100 метров.
В центре одного кургана находился большой погребальный зал, в котором были остатки колесницы, причем высота некоторых залов достигала 6 метров, а площадь — 150 м².
Предположительно, прах вождей помещался на колеснице в центре кургана. Вдоль стен погребальных залов обнаружены крупные глиняные сосуды — лощёные, с нарезным и расписным орнаментом.

### Изделия из драгоценных металлов
Обнаружены высокохудожественные изделия из драгоценных металлов, свидетельствующие о высоком уровне местного ювелирного производства и о связях со странами Передней и Малой Азии, либо о связях с носителями майкопской культуры, которая была значительно старше и находилась в непосредственной близости.
Знаменитыми стали следующие артефакты: золотой кубок и серебряный кубок (украшенный двумя рельефными фризами — на нижнем изображена вереница оленей, на верхнем сложная ритуальная сцена). При этом в грандиозных погребальных сооружениях в Марткопи, Бедени и Триалети почти нет оружия.

### Периодизация
Академик Лордкипанидзе относил Триалетскую культуру ко второй половине III тысячелетия — первой половине II тысячелетия и делил все курганы на три группы:
- Ранние (раннебронзовая эпоха)
- Курганы цветущей поры развития (среднебронзовая эпоха)
- Поздние (конец среднебронзовой эпохи)

Считается, что история триалетской культуры имела ранний, беденский хронологический этап. Беденские памятники находятся в Южной Грузии. Но гигантские курганы типа Марткопи считаются еще более ранними.
Поздний хронологический этап называется кировакано-триалетским.
На территории Западной Грузии триалетскую культуру сменила колхидская культура, в междуречье Куры и Аракса — кармир-бердская культура.

## Палеогенетика
У индивидов из Неркин-Геташена, Катнахбюра и Тавшута обнаружено появление генетического компонента восточноевропейских охотников-собирателей, который отсутствовал у носителей предшествующей куро-араксской культуры, чьими предками были преимущественно кавказские охотники-собиратели. Это свидетельствует о миграции степного населения ямной культуры в Закавказье в среднем бронзовом веке, результатом чего стало появление курганного обряда захоронения, скотоводческого образа жизни и сложение марткопи-беденской культуры, из которой вырастает триалети-ванадзорская. С этой миграцией может быть связано появление протоармянского языка. Такой же степной генетический компонент обнаружен у протогреков Микенской цивилизации, что может объяснять ряд общих черт, связывающих армянский язык с греческим. Результатом этой миграции стал тот факт, что степная гаплогруппа R1b-Z2103 занимает около 27% отцовских гаплогрупп современных армян.

## Теории о протоармянской идентичности
Культура Триалети-Ванадзор часто рассматривается как вероятный кандидат на роль праармянского культурного горизонта, и ряд академических исследований поддерживают эту гипотезу. Эта культура, существовавшая на Южном Кавказе в эпоху среднего бронзового века (ок. 2400–1500 гг. до н.э.), демонстрирует значительные лингвистические, генетические и материальные связи с более поздними археологическими культурами Армении. Учёные, такие как Сандра Шам (2025), предполагают, что культура Триалети-Ванадзор, возникшая на территории Армянского нагорья и восточной Анатолии, может отражать одну из ранних индоевропейских формаций в регионе, связанную с первоначальными этапами формирования армянской этнической идентичности. Эта точка зрения перекликается с выводами Гамкрелидзе и Иванова (1995), которые отмечали сходство между индоевропейскими погребальными традициями и курганными захоронениями культуры Триалети-Ванадзор.
Генетические исследования добавляют важные доказательства непрерывности населения Армянского нагорья. Исследование Иосифа Лазаридиса и др. (2022) показало, что современные армяне имеют тесные генетические связи с древними популяциями Южного Кавказа, включая значительную компоненту бронзового века, связанную со степным происхождением (например, R1b-Z2103), что указывает на глубокие корни с эпохи культуры Триалети-Ванадзор. Эти результаты подтверждают более ранние выводы Хабера и др. (2015) о том, что смешение популяций бронзового века оказало ключевое влияние на формирование армянского генофонда. Недавнее археогенетическое исследование (Петросян и Палян, 2025) дополнительно показывает, что миграции населения из Восточно-Европейских степей в Армянское нагорье в середине III тыс. до н. э. сыграли ключевую роль в формировании культур Триалети-Ванадзор, Севан-Арцах, Ван-Урмия и Лчашен-Мецамор. Данные свидетельствуют, что даже к концу периода Урарту (VII–VI вв. до н. э.) местное население сохраняло высокий уровень степной патрилинейной ДНК (до 75 %), что подкрепляет этиунскую гипотезу происхождения армян и указывает на вероятность того, что язык этих бронзововековых и железовековых культур был протоармянским.
С археологической точки зрения культура Триалети-Ванадзор отличается сложными погребальными обрядами — использование четырёхколёсных повозок, золотых украшений и ритуальных жертвоприношений животных — что отражает индоевропейские традиции и находит параллели в более поздних армянских памятниках, таких как Мецамор и Лчашен. Коссян (1997) также указывает на керамические и металлургические традиции, которые прослеживаются от культуры Триалети-Ванадзор до горизонта Лчашен-Мецамор, что предполагает прямую культурную преемственность. Джоан Аруз (2008) подчёркивает, что эти материальные и символические традиции помещают армянскую этногенезу в более широкий контекст бронзового века, связывая Армянское нагорье с культурным пространством Анатолии и Эгейского региона.
Лингвистические исследования подтверждают эти связи: армянский язык, являясь самостоятельной ветвью индоевропейской семьи, демонстрирует фонологические и лексические сходства с греческим языком, что указывает на зону контактов в Южном Кавказе или восточной Анатолии в эпоху бронзового века. Используя математический анализ, заимствованный из эволюционной биологии, Дональд Ринге и Тэнди Варноу предложили эволюционное древо, в котором праармянский и прагреческий образуют близкую подгруппу после 2500 года до н. э. Аналогично, Дэвид Энтони предполагает, что отделение праармянского могло начаться уже около 2800 года до н. э. Совокупность этих данных позволяет многим исследователям рассматривать культуру Триалети-Ванадзор как важный этап в формировании армянского народа, хотя вопросы о происхождении праармян и развитии их культуры остаются предметом научных дискуссий.